# Torsten Attarp

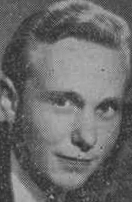
Torsten Attarp

Torsten Attarp, född 31 maj 1921 i Stockholm, död 3 juni 2009 i Matteus församling, Stockholm, var en svensk arkitekt.
Attarp, som var son till kapten Ture Attarp och Anna-Lisa Lundqvist, utexaminerades från Stockholms tekniska institut 1941 och från Kungliga Tekniska högskolan 1954. Han var anställd vid Flygförvaltningen 1942, vid HSB 1943, hos arkitekt Lars-Erik Lallerstedt 1944, och vid HSB 1945. Han anställdes på Nils Ahrboms och Helge Zimdals arkitektkontor 1946, på Jöran Curmans och Nils Gunnartz arkitektkontor 1949 och var byrådirektör vid Byggnadsstyrelsen från 1954. Han bedrev även egen arkitektverksamhet i Stockholm. Han blev senare fastighetsdirektör på Skandinaviska Enskilda Banken och utformade förslaget till ombyggnaden av Fersenska palatset. Torsten Attarp är begravd på Norra begravningsplatsen utanför Stockholm.